# Filippo I di Hanau-Münzenberg
Filippo I di Hanau-Münzenberg (Windecken, 20 settembre 1449 – 26 agosto 1500) fu conte di Hanau-Münzenberg.

## Biografia

### I primi anni e i problemi di successione
Filippo I era figlio di Reinardo III, conte di Hanau, e di Margherita del Palatinato-Mosbach. Nacque al castello di Windecken e venne battezzato il giorno seguente nella chiesa locale. Suoi padrini di battesimo furono Reinardo di Kleve, l'abate Kuno Beldersheim dell'abbazia di Seligenstadt e Caterina di Kronberg, nata Isenburg, moglie di Francesco XII di Kronberg.
Nel 1452, dopo un solo anno di regno, morì Reinardo III di Hanau e il suo territorio originario venne suddiviso tra i suoi quattro figli che andarono a formare quattro dinastie differenti. Filippo I (che all'epoca aveva appena quattro anni)) ricevette la contea di Hanau-Münzenberg, mentre suo zio Filippo il Vecchio ottenne nel 1458 il dominio della contea di Hanau-Lichtenberg, sempre derivata dall'antica contea di Hanau. Filippo (soprannominato il Giovane), data la sua minore età, venne tutelato in un primo momento dal nonno materno Ottone I del Palatinato-Mosbach ed alla morte di questi gli succedette nella tutela Filippo il Vecchio il quale lasciò l'incarico 1467 quando Filippo il Giovane raggiunse la maggiore età e fu in grado di reggere autonomamente il trono paterno.
La posizione di Filippo il Vecchio ad ogni modo era stata quantomai ambigua e più volte egli aveva tentato di riunificare i domini di Hanau togliendo di mezzo il nipote: per questo tra le due famiglie sorsero fin dall'inizio accese discussioni che dal 1458 portarono Margherita del Palatinato-Mosbach a stabilite un trattato di suddivisione che ufficializzava la creazione di due contee separate con la precisa volontà di creare due casate parallele.

### Il viaggio a Gerusalemme
Nel 1484, Filippo intraprese un pellegrinaggio a Gerusalemme. Egli salpò il 10 giugno da Venezia, sbarcando il 18 luglio a Jaffa e passando da lì a Gerusalemme ove giunse il 10 agosto. Il 30 novembre salpò nuovamente alla volta di Venezia, facendo sosta a Cipro e verso fine gennaio dell'anno successivo fece nuovamente rientro ad Hanau. Egli tenne un dettagliato diario del suo viaggio che ancora oggi ci racconta il percorso di un pellegrino dell'epoca. Un secondo viaggio in Terra Santa Filippo lo compì nel 1491 assieme al langravio Guglielmo I d'Assia.

### La politica
Sotto il regno di Filippo I, la sua contea conobbe notevoli ampliamenti territoriali: Praunheim (1470), Ortenberg (1476), Fechenheim (1473/1484) e Homburg (1487). Con la vicina città di Francoforte sul Meno ebbe alcune piccole controversie circa l'amministrazione di alcuni territori di confine che però presto si risolsero.
Filippo fu un accanito viaggiatore. Egli si recava spesso dai conti palatini di Heidelberg e da quelli di Mosbach coi quali era imparentato. Nei suoi viaggi toccò il Brabante (1469) e Ratisbona (1471). Nel 1474 egli accompagnò l'imperatore Federico III d'Asburgo a Linz. Con lo stesso imperatore, nel 1475, partecipò all'assedio della città di Neuss contro Carlo il Temerario, duca di Borgogna, visitando nuovamente l'imperatore a Norimberga nel 1480. Nel 1491 si recò in visita ufficiale al duca di Lorena. Nel 1494 accompagnò l'imperatore Massimiliano I (all'epoca re di Germania), a Magonza, Spira e Worms.

### La politica religiosa

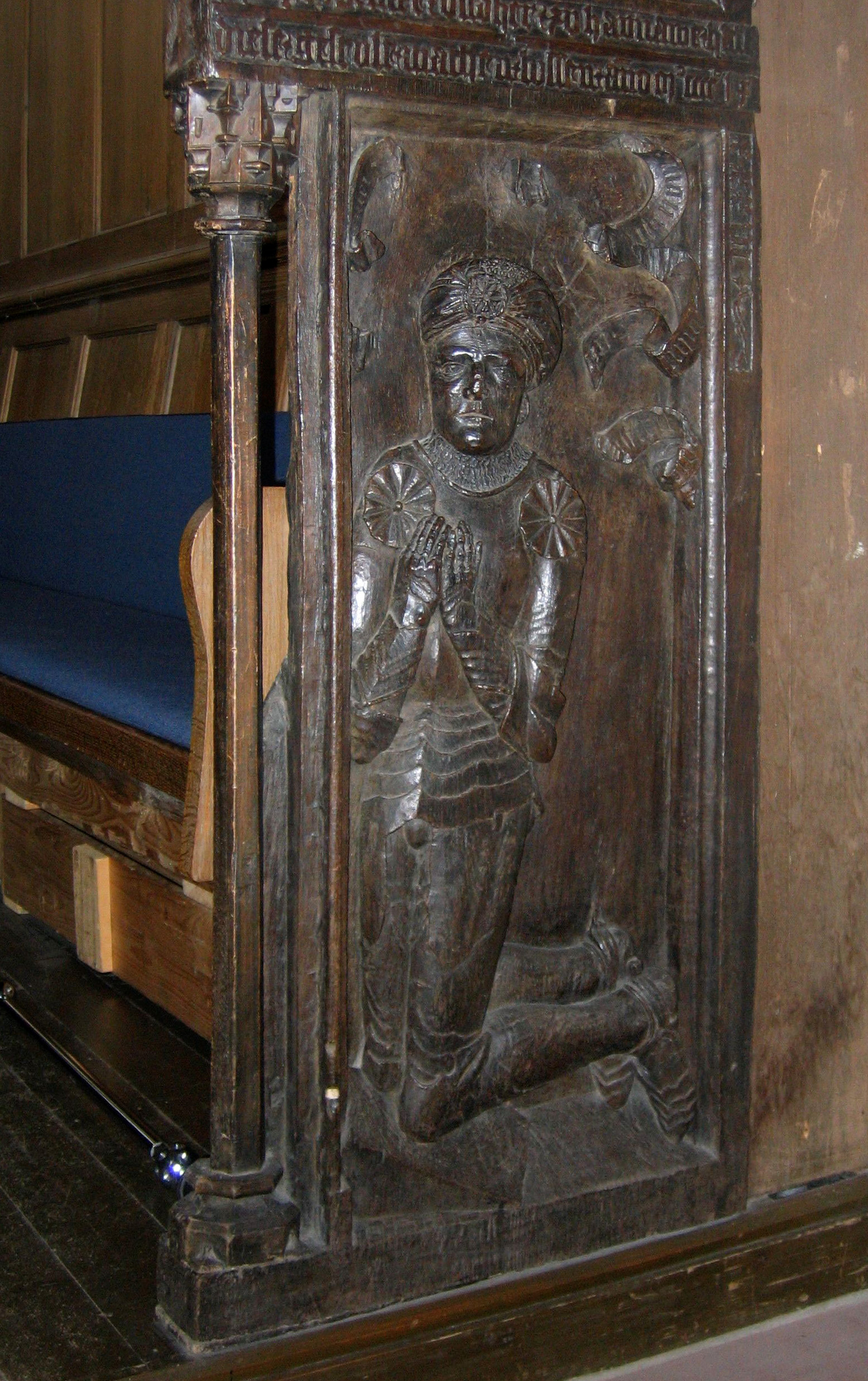
Filippo I di Hanau-Münzenberg raffigurato su una pala del coro ligneo della chiesa di Santa Maria di Hanau da lui commissionato

Il conte Filippo ebbe un genere di pietà devozionale tipica dell'epoca tardomedioevale ed era profondamente legato alla religione cattolica. Egli, infatti, rifornì gli edifici religiosi locali di numerose donazioni a suo nome oltre a compiere come si è detto due pellegrinaggi in Terra Santa ove si dedicò anche alla raccolta di reliquie.
Tornato dal proprio viaggio spirituale, egli diede nuovi ordini circa l'ampliamento e le nuove dotazioni della chiesa di Santa Maria di Hanau:
- dal 1485 il coro della chiesa venne retrocesso allungando la struttura;
- fece costruire nella stessa chiesa una cappella dedicata a San Lorenzo (oggi sacrestia), decorata con affreschi che rappresentano il martirio di San Lorenzo e altri santi;
- fece realizzare un prezioso coro ligneo ove egli è raffigurato in atteggiamento da preghiera oltre alle finestre in vetro colorato del coro;
- nel 1493 fece costruire l'abbazia di Santa Maria.

### La morte
Filippo I morì il 26 agosto 1500 ed il 30 settembre di quello stesso anno venne sepolto nella chiesa di Santa Maria di Hanau. Al suo funerale presenziarono 214 sacerdoti. Nel suo testamento munificò largamente il Monastero di San Volfango di Hanau che aveva contribuito ad ampliare ed arricchire.

## Matrimonio e figli

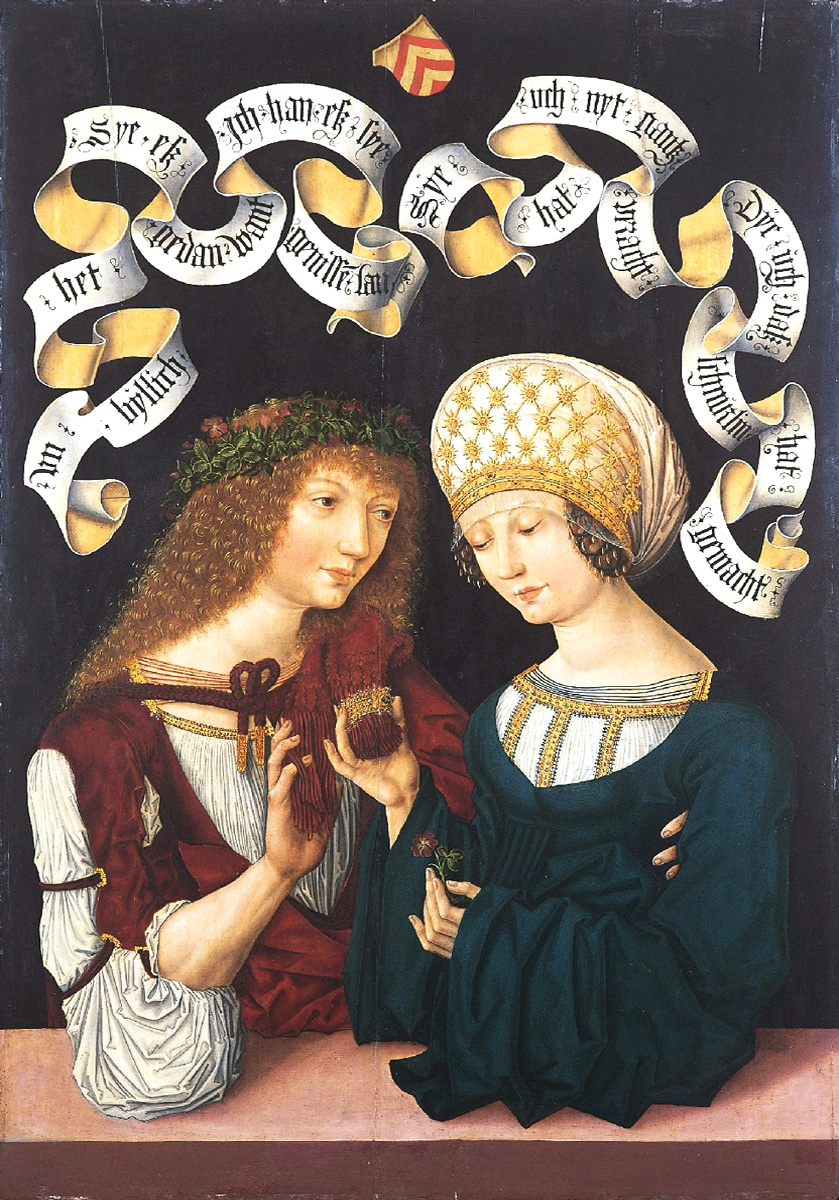
Gli Innamorati, dipinto del Maestro del Libro di casa raffigurante con tutta probabilità il conte Filippo I e l'amante Margarete Weißkirchner

Filippo di Hanau-Munzenberg ebbe diverse vicende matrimoniali alcune delle quali particolarmente curiose per l'epoca. Già nel 1460, Filippo I era stato promesso in sposo ad Anna o Elisabetta di Isenburg, ma questo impegno poi venne sciolto con il pagamento di una compensazione di 2690 fiorini.
Filippo I si sposò poi il 12 settembre 1468 con la contessa Adriana di Nassau-Dillenburg (7 febbraio 1449 - 15 gennaio 1477), figlia del conte Giovanni IV di Nassau-Dillenburg. La coppia ebbe i seguenti figli:
- Una figlia (nata e morta il 4 aprile 1469)
- Adriana (1470-1524), sposò nel 1490 il conte Filippo di Solms-Lich (1468-1544).
- Margherita (1471-1503), monaca
- Reinardo IV (1473-1512)
- Anna (15 marzo 1474 - 21 marzo 1475)
- Maria (4 marzo 1475 - 18 maggio 1476)

Dopo la morte della moglie, Filippo ebbe una relazione con Margarete Weißkirchner, dalla quale nacquero altri tre figli illegittimi:
- Elsa, sposata nel 1508 con Heinrich Rabe
- Giovanni, parroco di Ober-Roden
- Anna, sposata nel 1517 con Reuter Dietz († 1537), ed alla morte di questi con Keller Ortenberg